# Euscelis alsioides
Euscelis alsioides är en insektsart som beskrevs av Adolf Remane 1967. Euscelis alsioides ingår i släktet Euscelis och familjen dvärgstritar. Inga underarter finns listade i Catalogue of Life.